# Вайзен
Вайзен (нем. Weisen) — община в Германии, в земле Бранденбург.
Входит в состав района Пригниц. Подчиняется управлению Бад Вильснак/Вайзен. Население составляет 1038 человек (на 31 декабря 2010 года). Занимает площадь 15,60 км².
| Год  | Население |
| ---- | --------- |
| 2005 | 1117      |
| 2010 | 1047      |